# Girl Trouble (filme)
Girl Trouble (Cuidado com as Saias, no Brasil) é um filmes estadunidense de 1942 dirigido por Harold D. Schuster com Don Ameche e Joan Bennett nos papeis principais.

## Produção
Os títulos de trabalho deste filme foram Man from Brazil e Between You and Me. De acordo com registros da Twentieth Century-Fox, Andor deSoos, Nicholas Jory e Oscar Millard trabalharam em roteiros para este filme, mas as suas contribuições para o filme não foram confirmadas. The Hollywood Reporter também observou que Robert Kane estava originalmente escalado para produzir o filme. De acordo com a publicidade do estúdio, Edward Cronjager foi o primeiro fotógrafo atribuído à Girl Trouble. Mas Peverell Marley substituiu Cronjager quando ele ficou doente, e Charles Clarke substituiu Marley, quando ele adoeceu também.

## Elenco
- Don Ameche ... Don Pedro Sullivan
- Joan Bennett ... June Delaney
- Billie Burke ...Mrs. Rowland
- Frank Craven ...Ambrose Murdock Flint
- Alan Dinehart ...Charles Barrett
- Helene Reynolds ...Helen Martin
- Fortunio Bonanova ...Simon Cordoba
- Ted North ... George
- Doris Merrick ...Susan
- Dale Evans ...Ruth
- Roseanne Murray ... Pauline
- Janis Carter ...Virginia
- Vivian Blaine ... Barbara
- Trudy Marshall ...Miss Kennedy